# KiKa
 KiKA (abreviação de Der Ki nder KA nal von ARD e ZDF) é um canal de televisão free-to-air alemão com sede em Erfurt, Alemanha. É gerido por uma joint venture de radiodifusão de serviço público ARD e ZDF. Seu público-alvo é crianças e jovens, com uma faixa etária geral de crianças de 3 a 13 anos.
O canal também faz reprise de programas, como o Tabaluga tivi do serviço principal do ZDF.

## Mascote

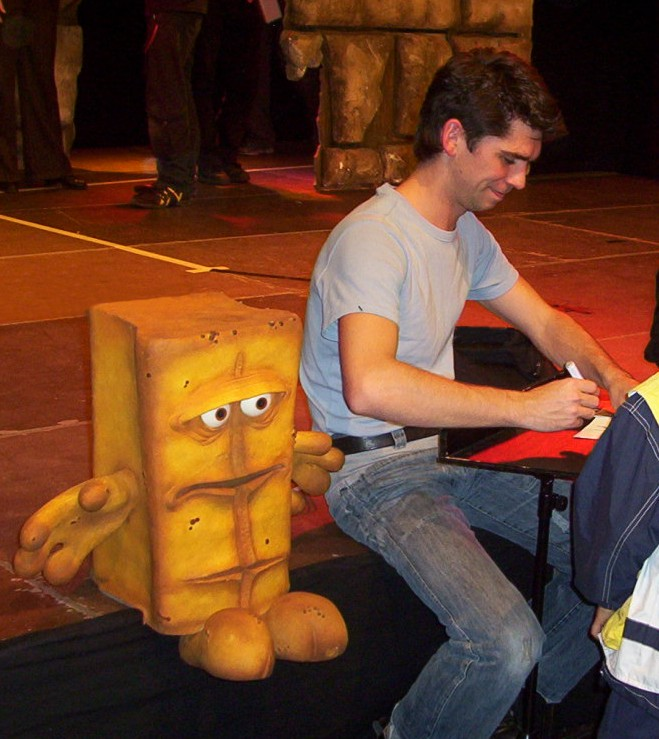
Bernd das Brot e o marionetista Jörg Teichgraeber durante uma sessão de autógrafos.

O mascote do KiKA é o boneco Bernd das Brot, um pão cronicamente deprimido.

## Anunciadores
O canal usa anunciadores de continuidade ao vivo. Quatro dos anunciantes mais populares foram Juri Tetzlaff (1997–2010), Karsten Blumenthal (1997–2004), Singa Gätgens (1997–2010) e Lukas Koch (2003-2009).

## História
Nos primeiros anos do canal, o programa consistia principalmente de séries e programas que já estavam sendo transmitidos em ARD e ZDF. Programas inteiros estavam sendo transmitidos simultaneamente nos canais mãe e no canal infantil, por exemplo, o programa da tarde da ZDF. KiKa transmitiu séries alemãs e internacionais, como clássicos dos desenhos animados dos anos 70 e 80 (Heidi, Biene Maja, Wickie ou Nils Holgersson). Clássicos da televisão infantil, como versões cinematográficas dos livros de Astrid Lindgren ou de Augsburger Puppenkiste, também eram transmitidos regularmente.
Depois de um tempo, começaram a aparecer mais transmissões originais no programa de KiKa, como Schloss Einstein, The Tribe e Teletubbies.
A banda de música popular feminina Saphir foi formada entre os vencedores do programa de talentos KI.KA LIVE em 2007-2010.
Houve algumas mudanças na programação nos últimos anos. Embora tenha sido um dos objetivos originais do canal transmitir séries animadas e live-action, as primeiras agora predominam. Além das inúmeras séries animadas, a soap opera Schloss Einstein é talvez atualmente a única série de live-action da programação do KiKA durante o dia. Existem apenas duas outras séries de live-actions, uma das quais é exibida no período da tarde e o outro à noite.
Às vezes, o canal reprisa continuamente séries que chegaram ao fim. Mas a maioria das séries mais antigas, que foram reprisadas de 1997 a 2004, estão atualmente fora da programação. O fato de a ARD e a ZDF não possuírem mais os direitos de transmissão apropriados é parcialmente responsável por isso.
A diferença entre a programação dos dias úteis e do final de semana continua desaparecendo constantemente, pois muitas séries são exibidas diariamente. Assim, algumas séries, como Pet Alien, Being Ian e Jakers! The Adventures of Piggley Winks fazem parte quase continuamente do programa.
Augsburger Puppenkiste, um programa de televisão alemão bastante antigo que sempre estava no ar nas manhãs de sábado e domingo, deixou de ser transmitido no KiKA por quatro anos, retornando à programação do canal em abril de 2008. Muitos programas, especialmente séries mais antigas, como Pan Tau, Pippi Longstocking e Es war einmal, podem ser vistos apenas nos canais regionais e ZDF.
Dois filmes infantis são exibidos no KiKA, às sextas e domingos; estes são mais frequentemente filmes de animação do que filmes de ação ao vivo.

## Logotipos

(1997-2000)
(2000-2005)
(2005-2008)
(2008-2012)
Logotipo atual desde 14 de fevereiro de 2012

## Programação
- Beutolomäus
- Bernd das Brot
- Berndivent
- Chili TV
- Die Sendung mit der Maus
- Fortsetzung folgt
- KiKA Baumhaus
- KiKA Kummerkasten
- Cosmic Quantum Ray
- KiKA Live
- Krimi.de
- logo!
- Löwenzahn
- Sandmännchen
- Schloss Einstein
- Sonntagsmärchen
- Willi wills wissen
- Wissen macht Ah!
- Wunderkind Little Amadeus